# Centauro B1
Centauro B1 — винищувач танків, розроблений компаніями Fiat та OTO Melara на запит Італійської армії.
Ця машина, у своїй вогневій потужності, еквівалентна основному бойовому танку Leopard 1, який тоді перебував на службі в Італії. Виробництво B1 почалося 1990, а взяття на озброєння відбулося у 1991 році. У 1996 було вироблено останній з 400 Centauro. Винищувачі танків Centauro постачалися на експорт в Бразилію, Іспанію, Йорданію та Оман. З 2000 по 2002 Армія США орендувала 16 Centauro. Їх використовували для навчання перших екіпажів для Stryker MGS, щоб отримати досвід керування колісною бойовою машиною.
Машину було розроблено для розвідки, вогневої підтримки та захисту територій. У багатьох миротворчих місіях винищувачі Centauro використовували для супроводу конвоїв та патрулювання доріг.

## Історія розробки
Концепція швидкого винищувача танків для італійської армії була розроблена під час Холодної війни з метою заміни деяких машин, що тоді перебували на озброєнні Італії, таких як застарілий на той час M47 Patton. Така машина також призначалася для підтримки повільніших танків M60A3 і Leopard 1A2 у захисті прибережних районів Адріатичного моря (де армії Варшавського договору могли висадитися в разі війни), для оборони тилових ліній від висадки десанту, а також для атаки бойових броньованих машин, які прорвали лінії НАТО в напрямку центральної частини Італії. У той час консорціум IVECO-FIAT – OTO-Melara (CIO) працював над проектами нових легких бойових машин піхоти. З метою економії коштів CIO намагався створити винищувач танків на основі прототипів FIAT 6614 і 6616, озброєних 90-мм гарматою у башті на модифікованому корпусі.

### Прототипи
У 1983 та 1984 роках консорціум CIO представив італійській армії три різні прототипи. Два з них були бойовими машинами піхоти з колісною формулою 4×4: AVL 6634 та AVM 6633, розроблені на основі FIAT 6614. Третім був 6×6 винищувач танків AVH 6636, озброєний 90-мм гарматою низького тиску GIAT CN90 F4, встановленою в новій башті OTO-Breda.
Прототип AVL 6634 був прийнятий на озброєння і після деяких модифікацій перетворився на 4×4 VBL Puma (італ. «Veicolo Blindato Leggero» – легка броньована машина). Однак AVH 6636 не був прийнятий, і італійська армія дійшла висновку, що розробка колісного винищувача танків, замість створення нового легкого танка для підтримки основних бойових танків (ОБТ), дозволить значно зекономити кошти. Військові вимагали, щоб нова машина була оснащена стандартною 105-мм танковою гарматою замість 90-мм.
Щоб прискорити розробку та виробництво машини, Верховне командування армії вирішило спрямувати більшу частину доступного дослідницького бюджету на цей проєкт, уповільнивши або скасувавши розробку інших машин, таких як основний бойовий танк C1 Ariete та OF-40.
Для задоволення вимог італійської армії башта була перероблена, і CIO дійшов висновку, що шести колісна база вже не могла витримати вагу нової башти та гармати. Тому інженери CIO «розтягнули» корпус, додавши ще одну вісь, перетворивши машину на 8×8. Це був перший прототип B1 Centauro – легко броньована, швидка колісна бойова машина, озброєна потужною гарматою, еквівалентною за можливостями гарматам основних бойових танків того періоду.

### Взяття на озброєння
Наприкінці 1984 року перші дев’ять прототипів були готові. Після тривалих випробувань на стабільність під час стрільби, прохідність по пересіченій місцевості та захищеність (один із прототипів був знищений під час тестів на стійкість до обстрілів і мін на полігоні в Сардинії у 1986 році), нову бойову машину представили Верховному командуванню італійської армії. Прототип колісного винищувача танків був озброєний 105-мм гарматою Cannone OTO-Melara 105/52 і став основою для B1 Centauro.
Першу передсерійну модель було продемонстровано в 1987 році в Монте-Романо, на північ від Рима, під час виставки нових італійських озброєнь, разом із VBL Puma 4×4 та основним бойовим танком C1 Ariete, який тоді називався «TRICOLORE».
Прийнятий на озброєння в 1989 році під назвою B1 Centauro, цей винищувач танків почав надходити в полки італійської армії лише у 1992 році через фінансові труднощі та внесені зміни. Виробництво для італійської армії завершилося у 2006 році, загалом було виготовлено 400 машин, з яких 141 більше не перебуває на службі.
Іспанська армія отримала 84 одиниці під позначенням VRCC-105. У серпні 2008 року Королівська гвардія Оману замовила 9 машин другої версії з іншою баштою, оснащеною 120-мм гарматою 120/45 та двигуном потужністю 650 к.с. У 2014 році 141 одиницю B1 Centauro, які були списані з італійської служби, за вигідною ціною продали Йорданії.

## Конструкція
Машина має зварний корпус та башту. У стандартній конфігурації лобова частина Centauro має захист від 25-мм набоїв. Увесь бортовий захист розрахований на влучання куль калібру 12,7-мм і осколків від артилерійських снарядів. Також на машину можна монтувати до трьох тон пасивної або активної динамічної броні. На Centauro встановлено захист від ядерної, біологічної, хімічної зброї і систему попередження опромінення лазерною системою наведення.
Екіпаж складається з чотирьох осіб — командира, навідника, механіка-водія та заряджаючого.

### Озброєння
Centauro B1 озброєно стабілізованою 105-мм нарізною гарматою довжиною 52 калібри з високим тиском ствола. Гармата розроблена компанією OTO Melara. Ефективна дальність стрільби 3000 м. Гармата призначена для ураження основних бойових танків або іншої броньованої техніки. На винищувачі танків встановлено дуже ефективне дульне гальмо, яке зменшує віддачу на 40 %. Через це гармату можна встановлювати на колісне шасі. Боєкомплект — 40 набоїв. 14 з них зберігаються у башті, решта у корпусі. Гармата може стріляти стандартними 105-мм боєприпасами НАТО, зокрема бронебійними підкаліберними снарядами.
Прицілювання забезпечується системою управління вогнем Galileo Avionica TURMS (такою ж, як на італійському танку Ariete), системою контролю положення ствола та повністю цифровим балістичним комп'ютером. Приціл навідника повністю стабілізований і містить тепловізор та лазерний далекомір. Командирська станція оснащена панорамним стабілізованим прицілом, нічним прицілом із підсилювачем зображення та монітором, що виводить зображення з тепловізора навідника. Це дозволяє Centauro як удень, так і вночі знищувати нерухомі та рухомі цілі як на місці, так і в русі. Centauro може атакувати ціль через 25—35 секунд після того як її буде помічено.
Додаткове озброєння складається з двох кулеметів калібру 7,62-мм. Один з них спарений з гарматою, другий розташований на даху башти, боєкомплект 4000 набоїв.

### Броньовий корпус та захист
Centauro має цільнозварний сталевий броньований корпус, який у базовій конфігурації здатний витримувати влучання куль калібру 14,5 мм та уламків снарядів, а у фронтальній частині забезпечує захист від боєприпасів калібру 25 мм. Додавання навісної броні підвищує рівень захисту від 30 мм боєприпасів.
Centauro також оснащений системою захисту від хімічної, біологічної, радіологічної та ядерної (ЗЗМУ) загрози, яка інтегрована з системою кондиціонування повітря. Крім того, машина обладнана чотирма стволами димових гранатометів, встановленими з обох боків башти, а також системою попередження про лазерне опромінення.

### Мобільність
Centauro оснащений дизельним двигуном Iveco V6 із турбонаддувом і проміжним охолодженням, який розвиває потужність 520 к.с. (382,4 кВт). Двигун розташовано спереду. Він приводить у дію автоматичну трансмісію, розроблену компанією ZF і виготовлену за ліцензією Iveco Fiat. Трансмісія має п’ять передніх і дві задні передачі.
Привід здійснюється на вісім коліс, кожне з яких оснащене незалежною підвіскою, вставками Run-Flat та системою центрального регулювання тиску в шинах. Гальмування забезпечують вісім дискових гальм. Керування здійснюється на першій і другій осях, а на малій швидкості також на четвертій осі.
Centauro може розвивати швидкість понад 100 км/год, долати підйоми з нахилом до 60%, форсувати водні перешкоди глибиною до 1,5 м без підготовки та здійснювати розворот із радіусом 9 м.

## Варіанти
- Centauro 120 — винищувач Centauro з новою баштою та гладкоствольною гарматою калібру 120-мм. Це робить Centauro першою колісною бойовою машиною яка по вогневій потужності дорівнює останньому поколінню основних бойових танків. Цей варіант може використовувати усі стандартні 120-мм набої НАТО. Новий винищувач танків оснащено додатковою композитною бронею. Захист у передній частині корпусу витримує влучання 40-мм бронебійних снарядів. Ця машина знаходиться на озброєнні Оману[4].
- VBM Freccia — бойова машина піхоти.
- Porcupine — прототип 155-мм самохідної гаубиці[5].
- B1 Draco — 76-мм самохідна зенітна гармата. Озброєна швидкострільною морською гарматою[6].
- B2 Centauro — у жовтні 2016 року консорціум Iveco OTO Melara офіційно представив нову модель Centauro II MGS 120/105, який зроблять для італійської армії в кількості 150 одиниць, під назвою B2 Centauro. Нова версія оснащена повністю переробленим сталевим корпусом, спеціально розробленим для захисту від саморобних вибухових пристроїв, новим двигуном потужністю 720 к.с. і основною гладкоствольною гарматою Oto Melara 120мм/45[7].

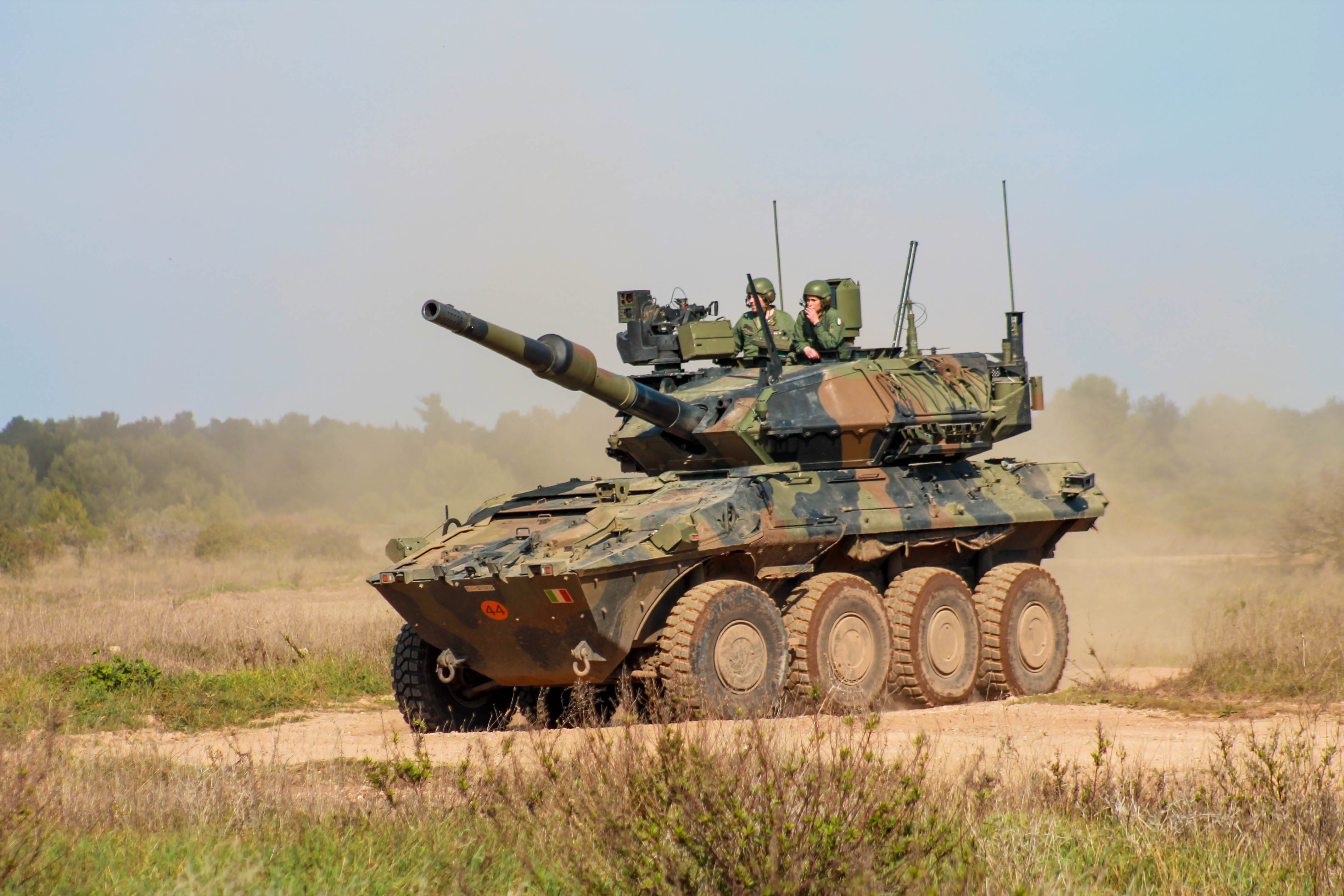
Centauro 2 італійської армії, 2024 рік
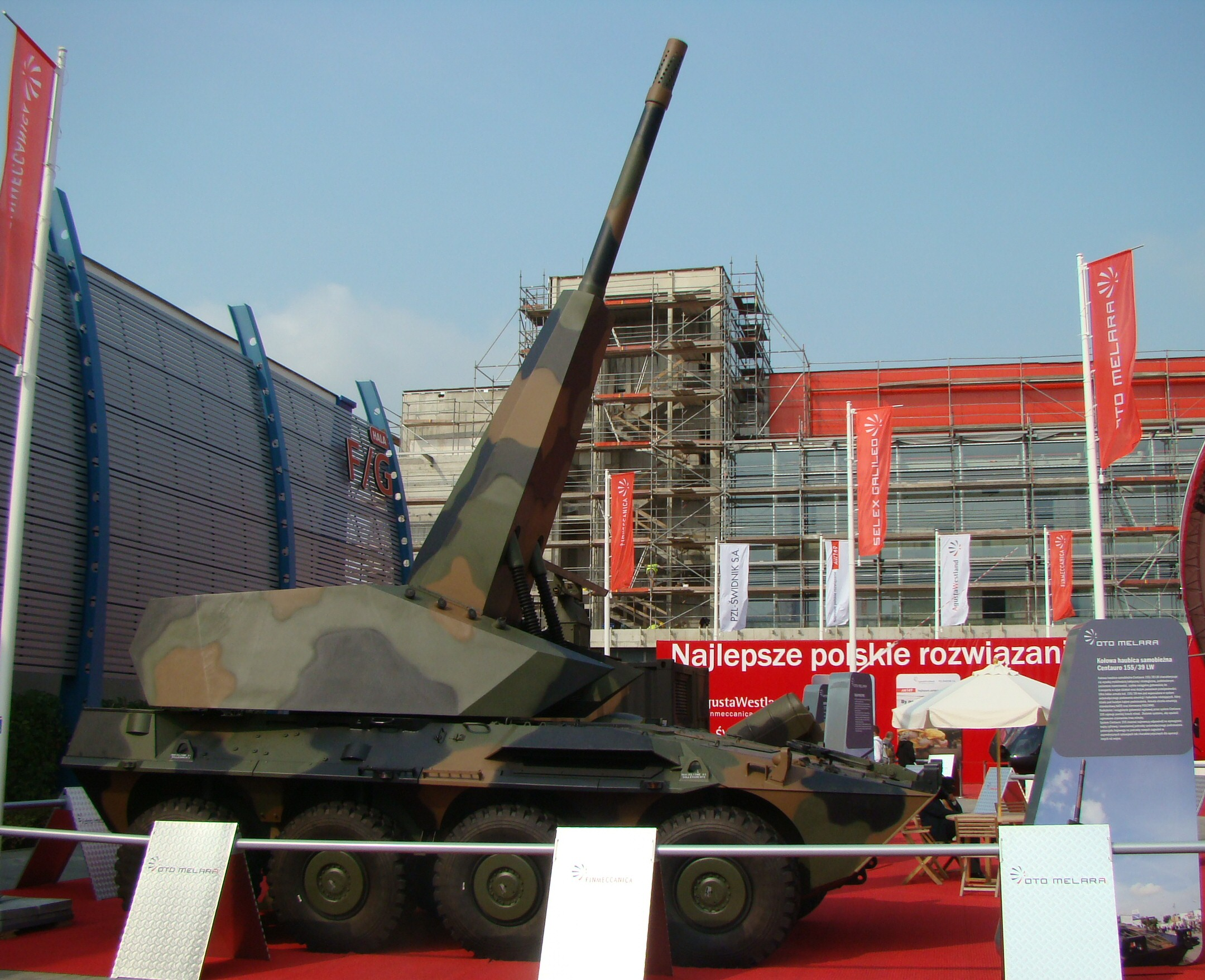
Centauro 155/39LW
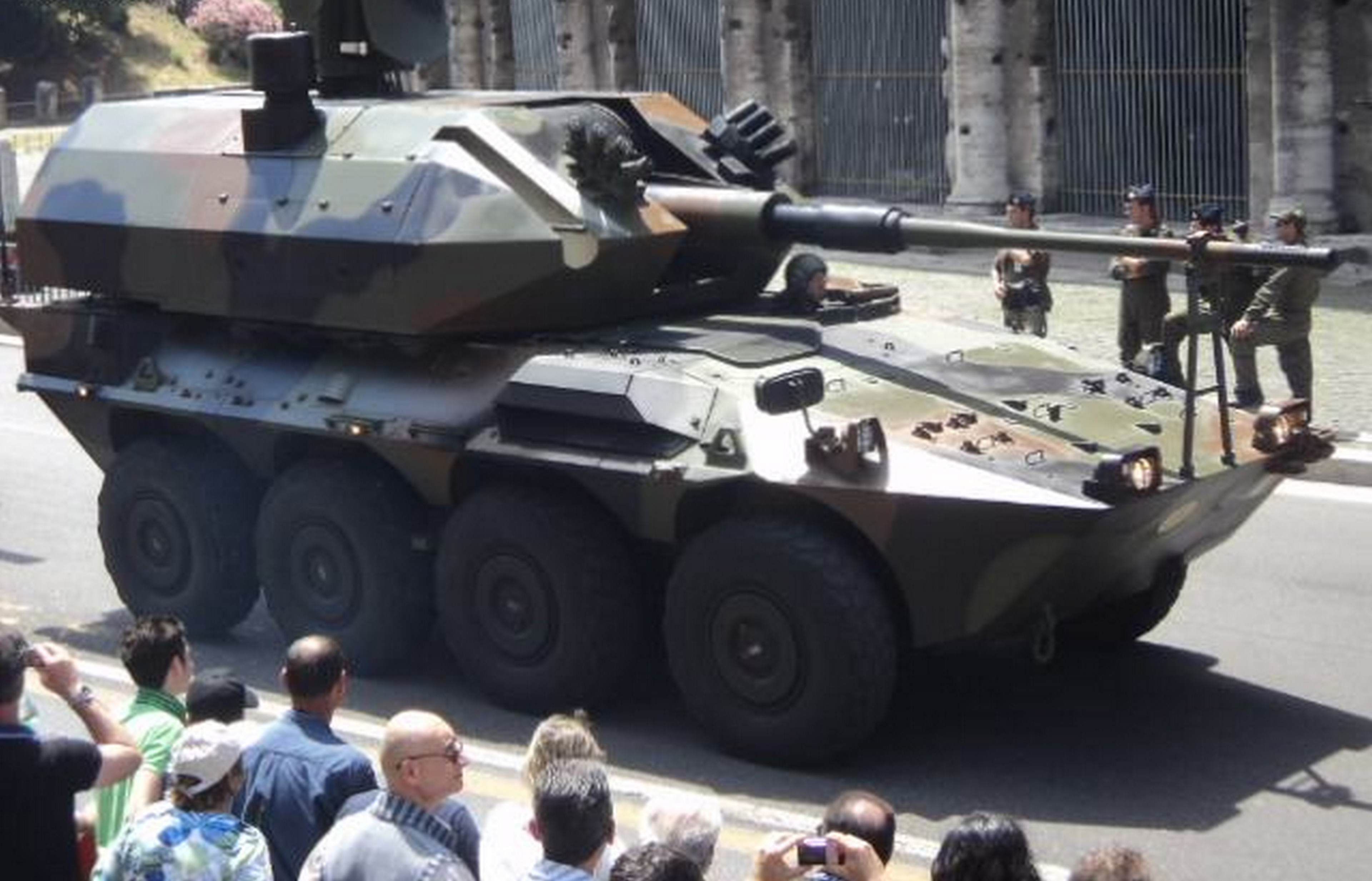
ЗСУ B1 Draco

## Бойове застосування
Centauro застосовували в колишній Югославії та Сомалі, де ця бойова машина показала свою ефективність. Centauro зазвичай використовували для супроводу автомобільних колон, контролю великих територій і патрулювання доріг. Під час конвойної служби в Сомалі 2 липня 1993 року взвод із восьми Centauro вступив у бій із ворожими позиціями під час битви за КПП «Паста».
Centauro також використовували в операції «Antica Babilonia» — італійській місії в Іраку. У ході цієї операції підрозділ Centauro взяв участь у битві за мости в Насирії 6 квітня 2004 року, знищивши будівлю, в якій засіли снайпери.
У 2003 році Іспанія відправила шість Centauro калібру 105 мм до Іраку для самооборони своїх військ.

## Оператори

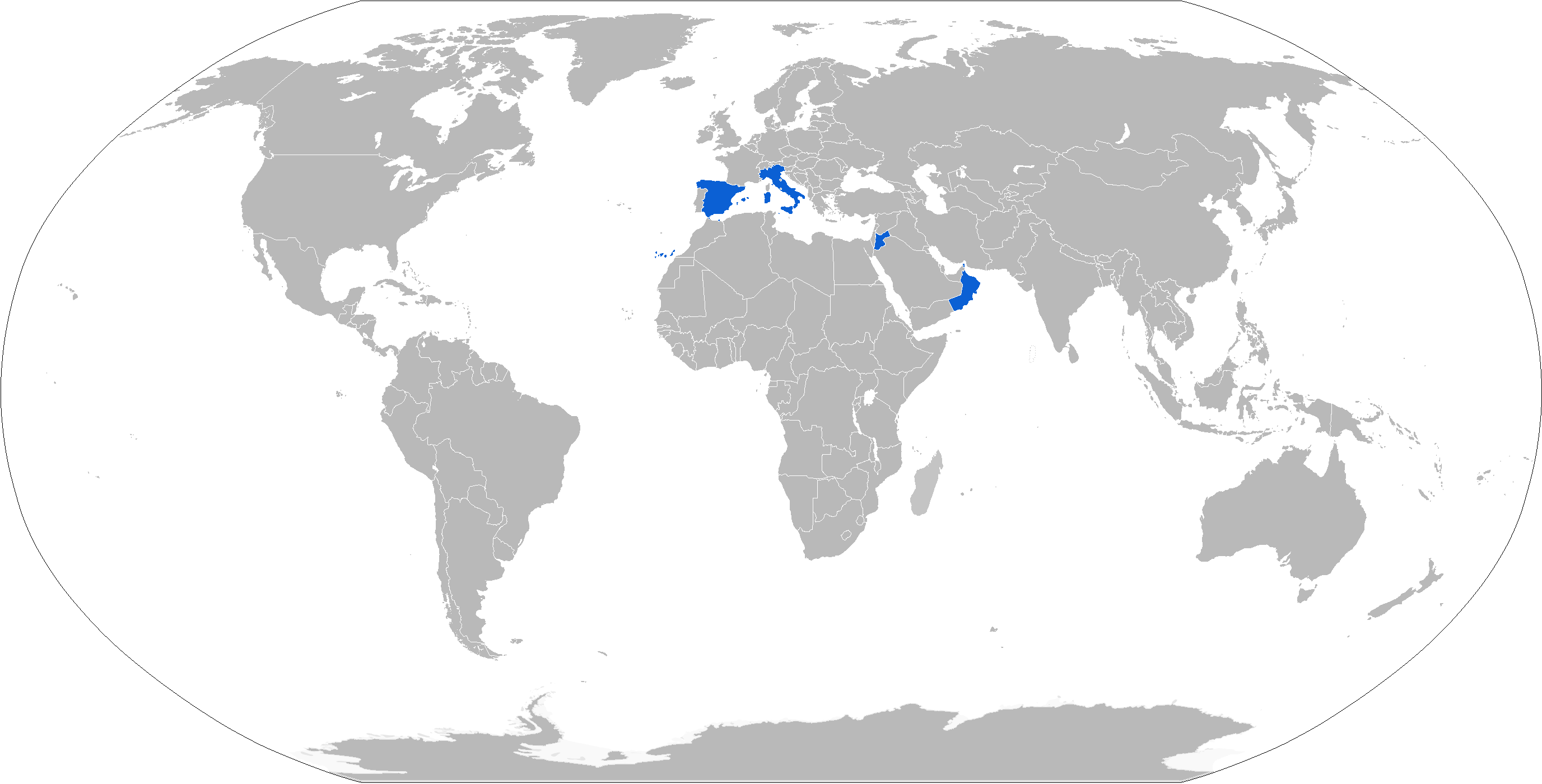
Країни-оператори B1 Centauro

### Поточні
- Бразилія: 2 одиниці Centauro II на озброєнні, станом на 2023 рік[11]
- Іспанія: 84 одиниці B1 Centauro на озброєнні, станом на 2024 рік[12]
- Італія: 255 одиниць B1 Centauro і 8 Centauro II на озброєнні, станом на 2024 рік[13]
- Йорданія: 80 одиниць B1 Centauro на озброєнні (з них 61 на зберіганні), станом на 2024 рік[14]
- Оман: 9 одиниці B1 Centauro на озброєнні, станом на 2016 рік[15]

### Потенційні
Росія
У 2012 році російська армія випробувала бойову машину Freccia, оснащену 30-мм гарматою, а також три варіанти Centauro:
- Centauro B1 з 105-мм гарматою
- модифікацію з російською 125-мм танковою гарматою
- варіант із натівською 120-мм танковою гарматою та баштою HITFACT 120 мм

Після завершення випробувань машини повернули до Італії.
Обговорювалася можливість закупівлі до 2 500 одиниць техніки, однак після анексії Криму в 2014 році на Росію були накладені санкції, і вся співпраця в галузі озброєнь була скасована.
 США
У період з 2000 по 2002 рік США орендували 16 машин Centauro для оцінювання та набуття досвіду перед введенням на озброєння мобільної гарматної системи M1128 MGS. Випробування проходили у складі 2-ї піхотної дивізії на базі Форт Льюїс протягом двох років, після чого техніка була повернута до Італії в 2002 році.